# چناق‌چی (سیونیک)
چناق‌چی (به لاتین: Chanakhchi) یک منطقه مسکونی سابق در ارمنستان است که در استان سیونیک واقع شده است. چناق‌چی در  کیلومتری شمال‌غرب کاپان، مرکز استان سیونیک واقع شده است.

## خصوصیات
چناق‌چی  نفر جمعیت دارد و در ارتفاع  متر بالاتر از سطح دریا قرار گرفته است.